# Blind-Pelle Selander
Per "Blind-Pelle" Selander, född 5 juni 1871 i Bergsjö församling, Gävleborgs län, död 7 augusti 1928 i Bergsjö församling, Gävleborgs län, var en svensk fiolspelman och brorson till Hultkläppen. Han började vid 12 års ålder spela dragspel, men bytte vid 14 års ålder till fiol. Per trakterade även orgel och gitarr, som då ansågs som ett mer fromt instrument, då han var religiös. Men Blind-Pelle sjönk periodvis också ned i djup alkoholism.

## Biografi
Hösten 1899 lämnade Blind-Pelle Sverige för att emigrera till Minnesota. I Amerika försörjde sig Blind-Pelle bl.a. som sotare, handlare, sångare m.m. Han var också ut på en turné med Jon-Erik Öst när denne var i USA. 1913 gav Pelle ut en bok med sina memoarer som han kallade Per Selanders lefnadsteckning.
1922 flyttade han hem till Sverige. Han bosatte sig då först i Mellanfjärden, Jättendal, där han bodde några år, för att sedan flytta hem till Bergsjö där han avled 1928.